# Vibrissina hylotomae
Vibrissina hylotomae là một loài ruồi trong họ Tachinidae.